# 林河廷
林河廷（韓語：임하정；1966年10月7日—），一作林荷貞，是大韩民国的女性模特兒兼音樂劇演員、電視演員和企業家。她在香港活躍時曾因為參加健美小姐選舉敗於馬清儀不滿而拒絕封銜及拒領獎品一事知名。

## 演藝生涯

### 主要經歷
- 香港健美小姐選舉大赛（1985年，亞軍兼性格小姐得獎者）
- 電影《歡場》（1985年）[5]
- 電影《歌者戀歌》（1986年，與譚詠麟合作電影）[6]
- 日本樂隊Jackie Lim and Par Avion組成，Strangers Dream首次亮相（1987年4月30日）
- 日本哇哇電視視頻騎師（1990年）
- SBS首爾放送電視節目《TV歌謠20》（TV 가요 20）主持人（1995年）
- MBC文化放送今天是好日子MC（1995年）
- KBS韓國廣播公司幸運星期日快報代理主持人（1995年）
- KMTV東方快車視頻騎師（1995年）
- MBC文化廣播 Jackie Lim的世界探索（1995年）
- SBS首爾廣播午夜電視娛樂採訪者（1995年）

### 電視節目
- SBS直播電視歌曲20
- MBC今天是個好日子
- KBS幸運星期日快報
- KMTV東方快車
- MBC Jackie Lim的世界探索
- SBS首爾廣播午夜電視娛樂
- 阿里郎電視特別節目－Road MC（1998年）
- MBC《朴相元美麗的電視臉》（1998年）

### 電視劇
- 1996年：KBS電視劇《兒媳婦之三國浪漫》
- 1996年：MBC情境喜劇《三男三女》
- 1996年：KBS電視劇《色彩》
- 1996年：EBS電視劇《情感的世代》
- 1996年：SBS情境喜劇《LA阿里郎》
- 1997年：SBS電視劇《美麗的女孩》

## 獎項
- 1985年香港健美小姐大赛亞軍
- 1995 KMTV感谢牌

## 外部連結
- Daum 数据字典
- Naver数据[]
- 林河廷的Instagram帳戶